# Tafelmusik (Telemann)
Pour les articles homonymes, voir Tafelmusik (homonymie).

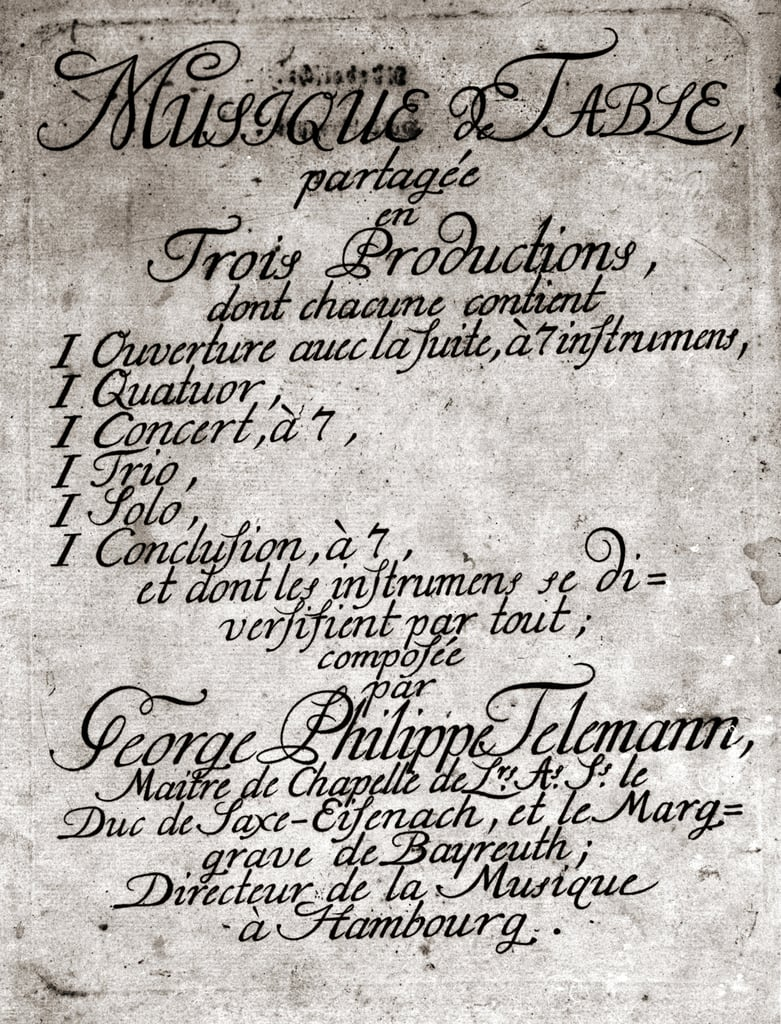
Frontispice de la partition de « Musique de table » (Tafelmusik)

Tafelmusik, ou Musique de table dont c'est le nom original, est un recueil d'œuvres instrumentales de Georg Philipp Telemann publié en 1733. L'ouvrage est l'une des compositions les plus connues de Telemann ; c'est l'apogée et en même temps l'un des derniers exemples de musique de table de cour.

## Publication
La composition s'adressait avant tout aux amateurs de musique aisés. La gravure sur cuivre de l'œuvre entière coûtait à elle seule huit rixdale, une somme exorbitante quand on sait que Jean-Sébastien Bach recevait la même afin de payer l'orchestre tout entier, y compris les tambours et trompettes, pour faire jouer une musique de cour. Il s'est trouvé plus de 200 souscripteurs prêts à payer à l'avance le prix d'achat et leurs noms, la date et leurs lieux de résidence furent publiés dans la première édition. L'illustre liste comprenait, à côté de têtes couronnées, de nobles dames et de commerçants, des musiciens d'Allemagne et d'autres pays, dont Händel, Pisendel, Quantz et Blavet.
Telemann, qui était directeur musical de Hambourg à cette époque, rimait à propos de cette publication :
« Diß Werk wird hoffentlich mir einst zum Ruhm gedeien,

Du aber wirst den Wehrt zu keiner Zeit bereuen… »

(Ce travail je l'espère me mènera à la gloire

mais tu n'en regretteras la valeur à aucun moment.)
Max Seiffert, musicologue allemand, a détecté dix-huit citations différentes de Tafelmusik dans les œuvres de Händel, mais à cette époque ce n'était pas considéré comme du plagiat. Au contraire, Telemann fut flatté, d'autant plus que Händel s'est dédouané en procurant des plantes rares à son vieil ami.

## Structure
L'ouvrage est divisé en trois parties (productions) de même structure : elles commencent par un grand ensemble de morceaux en ouverture, se poursuivent par un quatuor pour trois instruments et un continuo, par un concerto pour de nombreux instruments et cordes, par une sonate-trio puis une sonate en solo avec continuo. Le finale forme ensuite un mouvement que Telemann transforme en conclusion : il reprend le ton et l'effectif initiaux de l'introduction sans suivre un schéma connu.
Avec l'ouverture, le concerto, les sonates, ainsi que le quatuor, assez rare mais préféré de Telemann, chaque partie offre un exemple des plus importants genres instrumentaux.

### Première production
Ouverture (Suite) en mi mineur (TWV 55:E1) 

pour deux flûtes, cordes et basse
- I. Ouverture : Lentement - Vite - Lentement
- II. Rejouissance
- III. Rondeau
- IV. Loure
- V. Passepied
- VI. Air
- VII. Gigue

Quatuor en sol majeur (TWV 43:G2)

pour flûtes, hautbois, violon et continuo
- I. Largo - Allegro - Largo
- II. Vivace - Moderato - Vivace
- III. Grave
- IV. Vivace

Concerto en la majeur (TWV 53:A2)

pour flûte, violon, violoncelle, cordes et basse
- I. Largo
- II. Allegro
- III. Grazioso
- IV. Allegro

Trio en mi bémol majeur (TWV 42:Es1)

pour deux violons et une basse
- I. Affettuoso
- II. Vivace
- III. Grave
- IV. Allegro

Sonate en si mineur (TWV 41:h4)

pour flûte et basse
- I. Cantabile
- II. Allegro
- III. Dolce
- IV. Allegro

Conclusion en mi mineur (TWV 50:e5)

pour deux flûtes, cordes et basse
- Sinfonia

### Deuxième production
Ouverture (Suite) en ré majeur (TWV 55:D1)

pour hautbois, trompette, corde et basse
- I. Ouverture
- II. Air: Tempo giusto
- III. Air: Vivace
- IV. Air: Presto
- V. Air: Allegro

Quatuor en ré mineur (TWV 43:d1)

pour deux flûtes traversières, flûte à bec (ou basson) et basse
- I. Andante
- II. Vivace
- III. Largo
- IV. Allegro

Concerto en fa majeur (TWV 53:F1)

pour trois violons, cordes et basse
- I. Allegro
- II. Largo
- III. Vivace

Trio en mi mineur (TWV 42:e2)

pour flûtes, hautbois et basse
- I. Affettuoso
- II. Allegro
- III. Dolce
- IV. Vivace

Sonate en la majeur (TWV 41:A4)

pour violon et basse
- I. Andante
- II. Vivace
- III. Cantabile
- IV. Allegro – Adagio – Allegro – Adagio

Conclusion en ré majeur (TWV 50:D9)

pour hautbois, trompette, cordes et basse
- Allegro - Adagio - Allegro

### Troisième production
Ouverture (Suite) en si bémol majeur (TWV 55:B1)

pour deux hautbois, basson, cordes et basse
- I. Ouverture
- II. Bergerie (un peu vivement)
- III. Allegresse (vite)
- IV. Postillons
- V. Flatterie
- VI. Badinage (très vite)
- VII. Menuet

Quatuor en mi mineur (TWV 43:e2)

pour flûte, violon, violoncelle et basse
- I. Adagio
- II. Allegro
- III. Dolce
- IV. Allegro

Concerto en mi bémol majeur (TWV 54:Es1)

pour deux cors, cordes et basse
- I. Maestoso
- II. Allegro
- III. Grave
- IV. Vivace

Trio en ré majeur (TWV 42:D5)

pour deux flûtes et basse
- I. Andante
- II. Allegro
- III. Grave - Largo - Grave
- IV. Vivace

Sonate en sol mineur (TWV 41:g6)

pour hautbois et basse
- I. Largo
- II. Presto
- III. Tempo giusto
- IV. Andante
- V. Allegro

Conclusion en si bémol majeur (TWV 50:B10)

pour deux hautbois, basson, cordes et basse
- Allegro – Adagio – Allegro

## Enregistrements
- 1964/65 – Schola Cantorum Basiliensis, August Wenzinger – Deutsche Grammophon
- 1964 – Concerto Amsterdam, Frans Brüggen – Das Alte Werk
- 1977 – Collegium Aureum, Franzjosef Maier – Deutsche Harmonia Mundi (extraits)
- 1982 – Orchestre de Chambre Jean-François Paillard, Jean-François Paillard – Erato (extraits)
- 1988 – Amsterdam Baroque Orchestra, Ton Koopman – Erato (extraits)
- 1989 – Concentus Musicus Wien, Nikolaus Harnoncourt – Teldec
- 1989 – Musica Antiqua Köln, Reinhard Goebel – Archiv Produktion
- 1989 – Capella Istropolitana, Richard Edlinger – Naxos (extraits; jumelé avec le  Concerto pour alto en sol majeur)
- 1993 – Camerata of the Eighteenth Century – MDG
- 1995 – Musica Bohemica, Jaroslav Krček – Gramofonové Závody (extraits)
- 1996 – Academy of St. Martin in the Fields, Iona Brown – Philips Classics (extraits; partie de la série "Goldenes Barock" de Philips Classics)
- 1998 – Orchestra of the Golden Age – Naxos
- 2006 – Musica Amphion, Pieter-Jan Belder – Brilliant Classics
- 2010 – Freiburg Baroque Orchestra, Petra Mullejans – Harmonia Mundi

L'enregistrement de l'intégrale de la Tafelmusik par Reinhard Goebel a remporté le prix 1989 de Penguin Rosette. Les critiques ont déclaré : « Une grande partie de la meilleure musique de Telemann est contenue dans ce coffret 4 CD à prix spécial de sa Tafelmusik, une collection englobant les formes du baroque tardif : Ouverture à la française et suite de danse, Quatuor, Concerto, trio, et solo sonata. Reinhard Goebel, un champion de ce compositeur, et son Musica Antiqua Köln offrent ces interprétations exceptionnelles de précision et de clarté avec une virtuosité éblouissante. »